# Joquicingo
Joquicingo est une municipalité de l'État de Mexico, au Mexique. Elle couvre une superficie de 49,2 km2 et compte 13 857 habitants en 2015.